# Джага-Алике
Джага́-Алике́ (укр. Джага-Аліке, крымскотат. Cağa Alike, Джагъа Алике) — исчезнувшее село в Нижнегорском районе Республики Крым, располагавшееся на севере района, примерно в районе животноводческого комплекса у юго-западной окраины современного села Любимовка.

## История
Первое документальное упоминание села встречается в Камеральном Описании Крыма… 1784 года, судя по которому, в последний период Крымского ханства Яка Алике входил в Таманский кадылык Карасъбазарскаго каймаканства. После присоединения Крыма к России (8) 19 апреля 1783 года, (8) 19 февраля 1784 года, именным указом Екатерины II сенату, на территории бывшего Крымского Ханства была образована Таврическая область и деревня была приписана к Перекопскому уезду. После Павловских реформ, с 1796 по 1802 год, входила в Перекопский уезд Новороссийской губернии. По новому административному делению, после создания 8 (20) октября 1802 года Таврической губернии, Джага-Алик был включён в состав Таганашминской волости Перекопского уезда.
Согласно Ведомости о всех селениях, в Перекопском уезде состоящих… от 21 октября 1805 года в деревне Джага-Алик в 13 дворах проживало 80 крымских татар и 9 ясыров. После реформы волостного деления 1829 года Джага Элике, согласно «Ведомости о казённых волостях Таврической губернии 1829 г», отнесли к Башкирицкой волости (переименованной из Таганашминской). На карте 1836 года в деревне Джига-Алике 26 дворов, как и на карте 1842 года.
В 1860-х годах, после земской реформы Александра II, деревню включили в состав Владиславской волости. Согласно «Памятной книжке Таврической губернии за 1867 год», деревня Джага Алике была покинута жителями в 1860—1864 годах, в результате эмиграции крымских татар, особенно массовой после Крымской войны 1853—1856 годов, в Турцию и оставалась в развалинах. В 1861 году на месте деревни немами меннонитами была основана колония Швестерталь  (нем. Schwesterntal) (также Швестерфельд (нем. Schwesterfeld), Швестердорф  (нем. Schwesterdorf)) По «Списку населённых мест Таврической губернии по сведениям 1864 года», составленном по результатам VIII ревизии 1864 года, Джага-Алике, он же колония Швестерталь с 23 дворами и 69 жителями. На 1867 год в колонии Швестерталь действовало начальное училище с обучением на немецком языке.  По обследованиям профессора А. Н. Козловского начала 1860-х годов, в селении вода в колодцах глубиной 3—5 саженей (6—10 м) была частью пресная, а чаще солёная. На  трёхверстовой карте Шуберта 1865 года деревня обозначена, как Джага Алике, сросшаяся с Кара-Тобелем, а на карте, с корректурой 1876 года, уже обозначена колония Швестерталь с 20 дворами. В 1918 году население составило 100 человек. В дальнейшем в доступных источниках названия Джага-Алике, либо Швестерталь, не встречаются.